# Photo-Secession
 For alternative betydninger, se secessio (flertydig). (Se også artikler, som begynder med secessio)
Photo-Secession var en amerikansk klub der ville fremme fotografi som kunstnerisk udtryksmiddel. Den blev etableret 1902 i New York City af Edward Steichen, Frank Eugene og Alfred Stieglitz der var midtpunkt og drivkraft. Næsten alle var tidligere medlemmer af Camera Club of New York og pictorialister; man kunne kun blive medlem ved indbydelse.
Navnet hentyder til avantgarde-bevægelser i Europa, hvad der skulle understrege de deltagende fotografers kunstneriske bestræbelser. Forbillede var blandt andet den britiske sammenslutning The Linked Ring der havde samme mål.
Foreningen udgav fra 1903 til 1917 et tidsskrift Camera Work med Stieglitz som udgiver og redaktør. I hans Galerie 291 (efter adressen: 291 Fifth Avenue) i New York City blev der fra 1905 organiseret udstillinger, først med medlemmernes fotografier, senere også med samtidig maleri for at vise fotografi sammen med anden kunst. I 291 fandt således de første enkeltudstillinger sted på amerikansk jord af Rodin, Matisse (1908), Henri Rousseau (1910), Cézanne, Picasso (1911), Picabia (1913) og Brâncuşi (1914). Stieglitz drev galleriet til 1917 da bygningen blev revet ned.
Den af Photo-Secession organiserede internationale fotografiudstilling 1910 i Albright Art Gallery (senere: Albright-Knox Gallery) i Buffalo, New York med over 500 fotoarbejder vakte på den tid stor opmærksomhed og medvirkede til udbredelsen af den nye opfattelse af fotografi som en kunstform, og da målet således var nået, svandt efter 1910 mange medlemmers interesse for foreningen, der formelt blev opløst af Stieglitz i 1917.

## Udvalgte medlemmer
| - Alvin Langdon Coburn - Robert Demachy - Mary Devens |  | - Frank Eugene - Gertrude Käsebier - Edward Steichen |  | - Alfred Stieglitz - Eva Watson-Schütze - Clarence Hudson White |